# Дубровка (Всеволожский район)

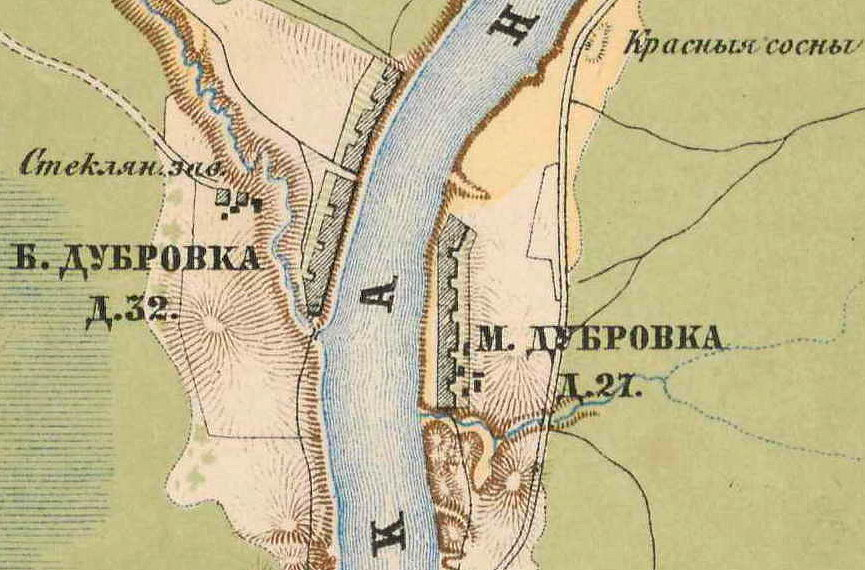
План деревень Большая и Малая Дубровка. 1885 г.

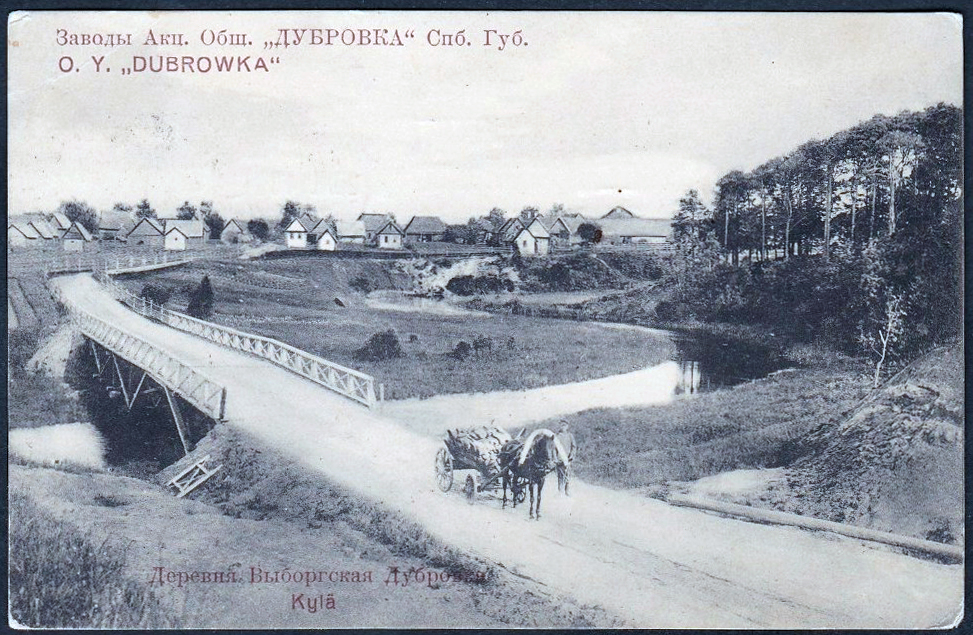
Вид на Выборгскую Дубровку и речку Дубровку

План посёлка Дубровка. 1939 г.

План посёлка Дубровка. 1940 г.

Дубро́вка — посёлок городского типа (городской посёлок) во Всеволожском районе Ленинградской области России, пристань на реке Нева. Административный центр Дубровского городского поселения.

## История
Из новгородской Писцовой книги Водской пятины известно, что деревня «Дуброва на Неве» на правом берегу Невы к 1500 году уже существовала. Она входила в состав Ореховского уезда и была причислена к Спасскому Городенскому погосту. Кроме неё в Спасском Городенском погосте было ещё три деревни с названием «Дуброва на Неве».
Первое картографическое упоминание Дубровки приходится на первую треть XVII века — это селение Dubrva на карте П. Васандера.
Деревня Дубровка упоминается на «Карте окружности Санкт-Петербурга» 1810 года.

ДУБРОВКА (что на Выборгской стороне) — деревня, принадлежит Казённому ведомству, жителей по ревизии: 82 м. п., 86 ж. п.;

При оной: Два стеклянных завода.(1838 год)

В 1844 году деревня Дубровка (Выборгская) насчитывала 26 дворов, Дубровка (Московская) — 20.

ДУБРОВКА ВЫБОРГСКАЯ — деревня Ведомства государственного имущества, по просёлкам, 33 двора, 100 душ м. п. (1856 год)

Число жителей деревни по X-ой ревизии 1857 года: 105 м. п., 102 ж. п..
На Плане генерального межевания Шлиссельбургского уезда, обозначена как село Михайловское. Позднее топоним Михайловское относился только к располагавшейся по смежеству северо-западнее деревне (селу) Плинтовка (Плентовка).

ВЫБОРГСКАЯ ДУБРОВКА — деревня казённая при р. Неве, 35 дворов, 121 м. п., 101 ж. п. (1862 год)

Согласно подворной переписи 1882 года в деревне проживали 54 семьи, число жителей: 137 м. п., 130 ж. п., разряд крестьян — государственные; лютеране: 7 м. п., 9 ж. п..
В 1885 году, согласно карте окрестностей Петербурга, Дубровка делилась на Большую и Малую. Большая, на выборгской стороне имела 32 двора, Малая на московской — 27 дворов. Сборник же Центрального статистического комитета за этот год, описывал деревню так:

ВЫБОРГСКАЯ ДУБРОВКА — бывшая государственная деревня Дубровской волости при реке Неве, дворов — 51, жителей — 250; Волостное правление (уездный город в 12 верстах), часовня, две лавки и трактир. (1885 год).

В 1895 году, по данным изложенным в книге краеведа Гергарда Вокка, Дубровка «принадлежала Николаю Александровичу Мордвину с 1614 десятинами земли».
В 1900 году, согласно «Памятной книжке Санкт-Петербургской губернии», Дубровка принадлежала Николаю Александровичу Мордвинову, дворянину с 1641 десятиной земли.
В 1905 году, согласно «Памятной книжке Санкт-Петербургской губернии», Дубровка принадлежала Николаю Алексеевичу Мордвинову, дворянину с 1641 десятиной земли.
В конце XIX века Дубровка административно относилась к Ивановской волости 2-го стана Шлиссельбургского уезда Санкт-Петербургской губернии, в начале XX века — 1-го стана.
В 1911 году, когда началось строительство лесопильного завода и бумажной фабрики российско-финляндского АО «Дубровка», недалеко от деревни Выборгская Дубровка на другом берегу реки Дубровки возник рабочий посёлок Невская Дубровка или просто Дубровка.
| - Бумажная фабрика в Невской Дубровке | - Дом акционеров бумажной фабрики |

В 1914 году в посёлке работала земская школа (Выборгско-Дубровское училище), учителями в которой была Елена Александровна Вашневская и Нина Густавовна Биснек.
По данным переписи населения 1920 года в Невской Дубровке проживали 999 человек, а в 1926 году уже 2070 человек.
1 декабря 1922 года в списке подведомственных Шлиссельбургскому гороно был упомянут Дубровский детский дом на 45 человек. 4 января 1923 года Дубровский детский дом был переименован в детский дом им. Карла Маркса.
Статус посёлка городского типа (рабочего посёлка) — с 1927 года.
В 1930-е годы население посёлка стремительно увеличивалось, если 01.01.1932 г. оно составляло 4100 человек, то через год 01.01.1933 г. в Дубровке проживало уже 7800 человек. Пик численности населения посёлка приходится на 1939 год — 9528 человек.
В 1936 году бывшая финская школа стала средней. До Великой Отечественной войны было пять выпусков. На улице 2-й пятилетки была открыта начальная школа в 105-м бараке. В 107-м бараке на этой же улице находились мастерские и столовая.
В 1938 году была построена новая двухэтажная школа, она находилась на улице Советская. Недалеко от неё было построено большое кирпичное здание — школа ФЗУ (фабрично-заводское училище). Музыкальная школа находилась в клубе имени Белы Куна.
| - Довоенная финская школа | - Дубровская средняя школа. 1940 год | - Клуб им. Бела Куна |

На карте 1940 года на месте современного посёлка обозначены два селения (микрорайона): Невская Дубровка (южная часть, у станции) — 156 дворов и Новый Посёлок (северная часть) — 107 дворов.
До 1941 года деревня Выборгская Дубровка и поселок Невская Дубровка существовали рядом, по разные стороны реки Дубровки.
В годы Великой Отечественной войны в посёлке располагались полевой подвижный госпиталь № 138, эвакуационный госпиталь № 85, управление головного полевого эвакуационного пункта № 139 с эвакоприёмником
Деревня Выборгская Дубровка (фин. Tuprova) была полностью уничтожена во время войны, её место долго оставалось пустым. Посёлок Невская Дубровка после войны был восстановлен и стал называться просто Дубровка (при этом в названии населенного пункта на протяжении всего времени его существования наблюдается разнобой). В результате ойконим Дубровка был перенесён с места деревни Выборгская Дубровка на посёлок Невская Дубровка.
В 1967 году в Дубровке, вблизи Плинтовки, было открыто новое кладбище.
9 мая 1985 года при въезде в посёлок был открыт памятник в честь 40-летия Победы.
В мае 2019 года была закрыта и снесена поселковая баня.
В мае 2000 года случился крупный пожар доков и сараев в устье речки Дубровка. До революции в этом месте было небольшое финское кладбище, где в склепе была похоронена единственная дочь помещика Безака. Он был владельцем земли по устью реки Дубровки и части Выборгской Дубровки.
В сентябре 2000 года прошло празднование 500-летия Дубровки.

## География
Посёлок расположен в южной части района на автодороге 41К-067 (Новая Пустошь — Невская Дубровка), соединяющей его с автодорогой Р21 (E 105, Санкт-Петербург — Петрозаводск — Мурманск) «Кола».
В 25 км к западу находится Санкт-Петербург, с которым посёлок связан автобусным маршрутом № 453, до станции метро  «Ладожская», протяжённостью 38 км и автобусным маршрутом № 801, до станции метро Улица Дыбенко и Проспект Большевиков. Со Всеволожском Дубровку связывает автобусный маршрут № 604, протяжённостью 37,9 км.
Конечная железнодорожная станция Невская Дубровка на линии Санкт-Петербург — Петрокрепость — Невская Дубровка открыта в 1929 году.
Посёлок находится на правом берегу Невы при впадении в него реки Дубровки. На противоположном берегу Невы до 1942 года находилась деревня Московская Дубровка, а на правом Выборгская Дубровка. Всё вместе называлось Невская Дубровка.

## Демография
| 1838  | 1862  | 1885  | 1920  | 1923  | 1926  | 1932  |
| ----- | ----- | ----- | ----- | ----- | ----- | ----- |
| 168   | ↗222  | ↗250  | ↗999  | ↗1185 | ↗2070 | ↗4100 |
| 1933  | 1935  | 1939  | 1949  | 1959  | 1970  | 1979  |
| ↗7800 | ↘5700 | ↗9528 | ↘1084 | ↗5796 | ↗6505 | ↘6198 |
| 1989  | 1997  | 2002  | 2006  | 2009  | 2010  | 2012  |
| ↘6093 | ↘5800 | ↘5432 | ↘5300 | ↗5323 | ↗6693 | ↗6723 |
| 2013  | 2014  | 2015  | 2016  | 2017  | 2018  | 2019  |
| ↗7001 | ↗7099 | ↘6965 | →6965 | ↗7031 | ↗7139 | ↗7315 |
| 2020  | 2021  | 2023  | 2024  |       |       |       |
| ↗7375 | ↗7544 | ↗7771 | ↗7820 |       |       |       |

Национальный состав
Согласно данным Всероссийской переписи населения 2021 года в посёлке проживали 7544 человека, из них:
 русские — 4910 человек, узбеки — 33, украинцы — 18, азербайджанцы — 14, татары — 13, таджики — 11, армяне — 10, немцы — 9, белорусы — 8, аварцы — 5, башкиры — 4, грузины — 4, телеуты — 4, чуваши — 4, буряты — 2, евреи — 2, карелы — 2, коми — 2, корейцы — 2, поморы — 2, финны — 2, вепсы — 1, казахи — 1, лакцы — 1, молдаване — 1, мордва — 1, мордва-мокша — 1, туркмены — 1, другие национальности — 57 человек, остальные национальность не указали.

## Экономика
- Работает деревообрабатывающий комбинат ООО «Завод Невский Ламинат» (производит ДСП и др.);
- Три дата-центра «Selectel»: «Дубровка 1», «Дубровка 2», «Дубровка 3»[56].
- На улице Томилина функционирует ТЦ «Рома»
- Кондитерская фабрика «Вави-Нева»

## Культура

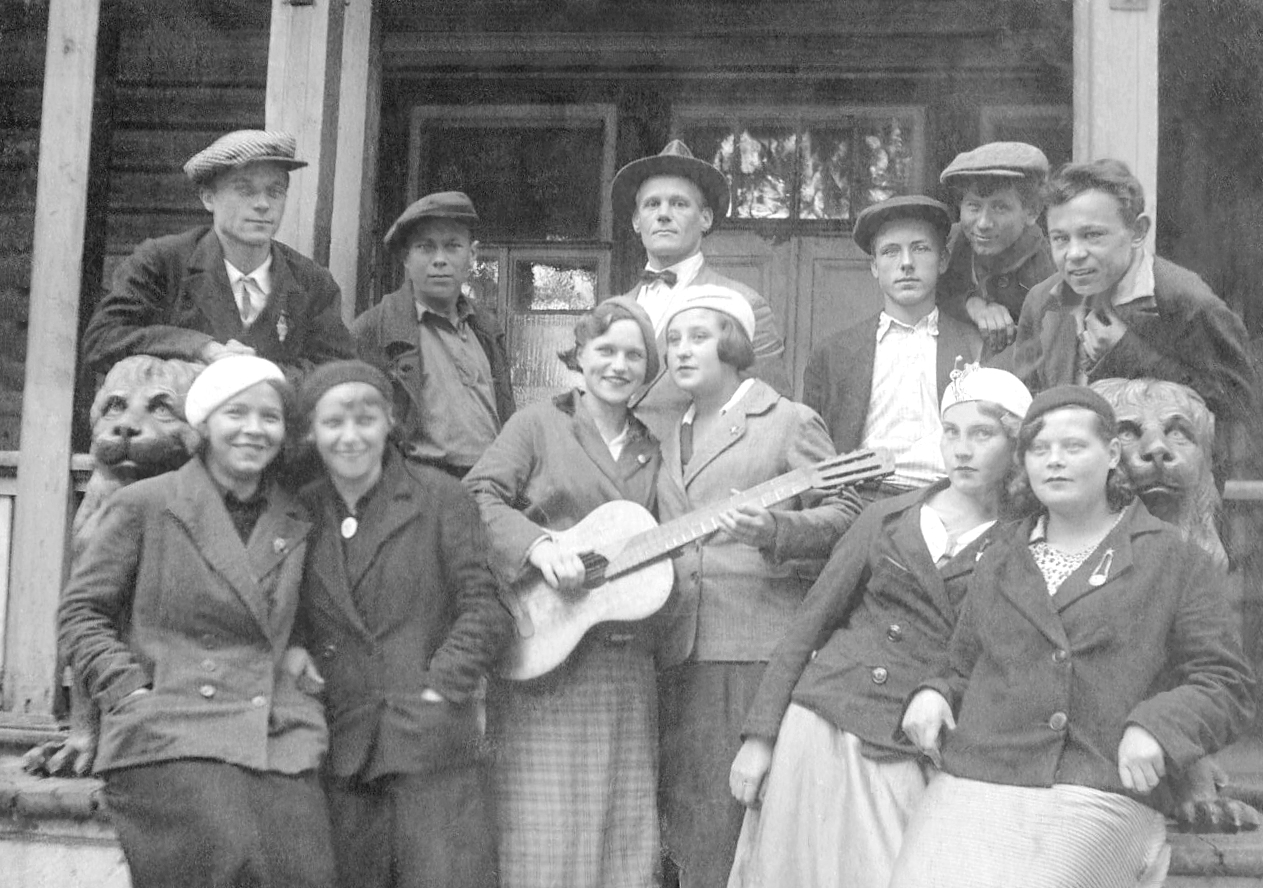
Коллектив народного театра у клуба им. Бела Куна 1940 год

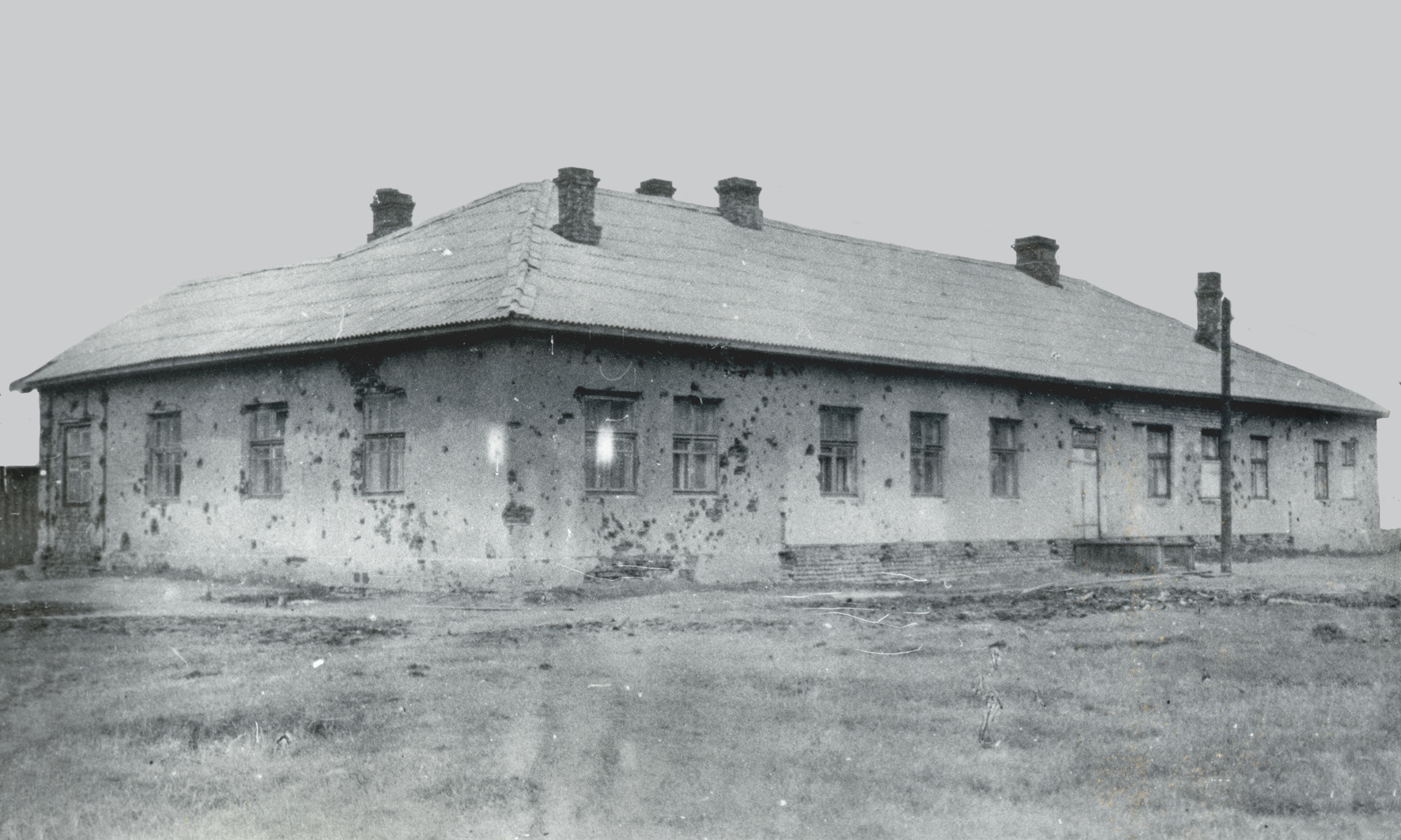
Единственное здание, уцелевшее в годы войны

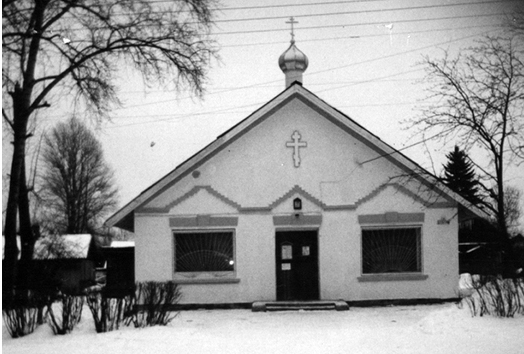
Храм в книжном магазине

В 1930-е годы депутатом областного совета от Дубровки был избран композитор И. О. Дунаевский.
С 1959 по 1961 год в Дубровке жил известный советский поэт Николай Рубцов, его именем названа одна из улиц посёлка.
После революции в здании мызы усадьбы Н. А. Мордвинова был открыт рабочий клуб им. Белы Куна. Во время войны строения оказались на переднем крае, там, где была организована переправа на Невский пятачок и были разрушены артиллерией противника.
В 1959 году в Дубровке на площади Оскаленко (Советская улица, 38) был построен Дом культуры. В ДК работали множество кружков и спортивных секций, театральный зал, библиотека, в которой было более 40 тысяч томов. Там же находился музей боевой славы. Дом культуры действовал до конца до конца 1980-х годов. В 1992 году здание частично сгорело. Было снесено 22 апреля 2005 года.
После войны в единственном уцелевшем общественном здании — бывшем телеграфе была открыта школа. В 1950 году для начальной школы было построено отдельное здание на Школьной улице, дом № 17, а в 1956 — здание средней школы на площади Оскаленко. В 1959 году были открыта школа-интернат и детский дом.

## СМИ
Выходит газета «Вести Дубровки».

## Русская православная церковь
В 2008 году на месте Дома культуры была построена церковь во имя иконы Божией Матери «Взыскание погибших» (начало строительства — 15 марта 2008 года). Автор — архитектор Владислав Михалин взял за основу дореволюционный чертёж, который адаптировал к современным условиям и местности. В храме одновременно могут находиться 225 человек. Открытие состоялось 8 мая 2010 года.

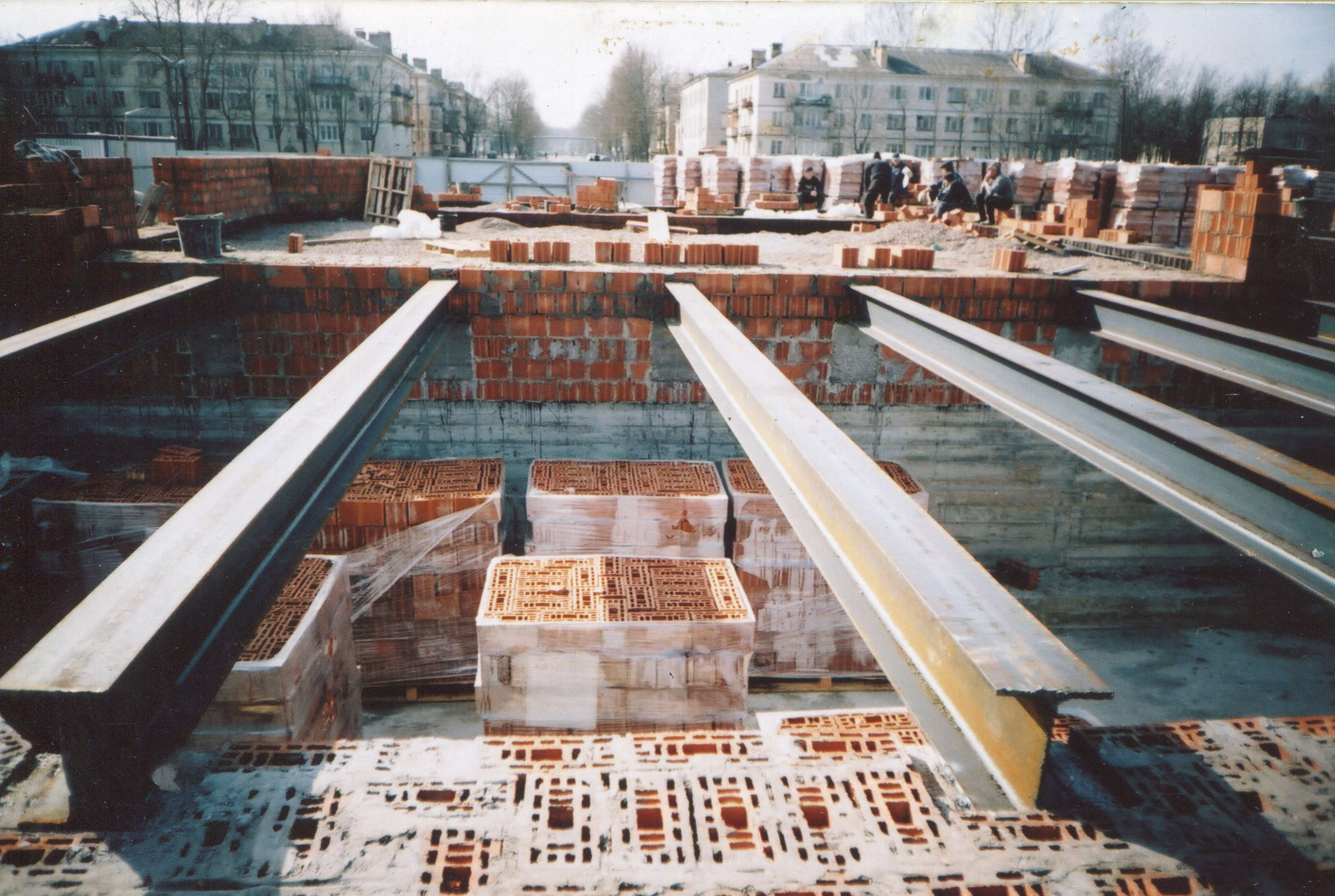
Фундамент храма
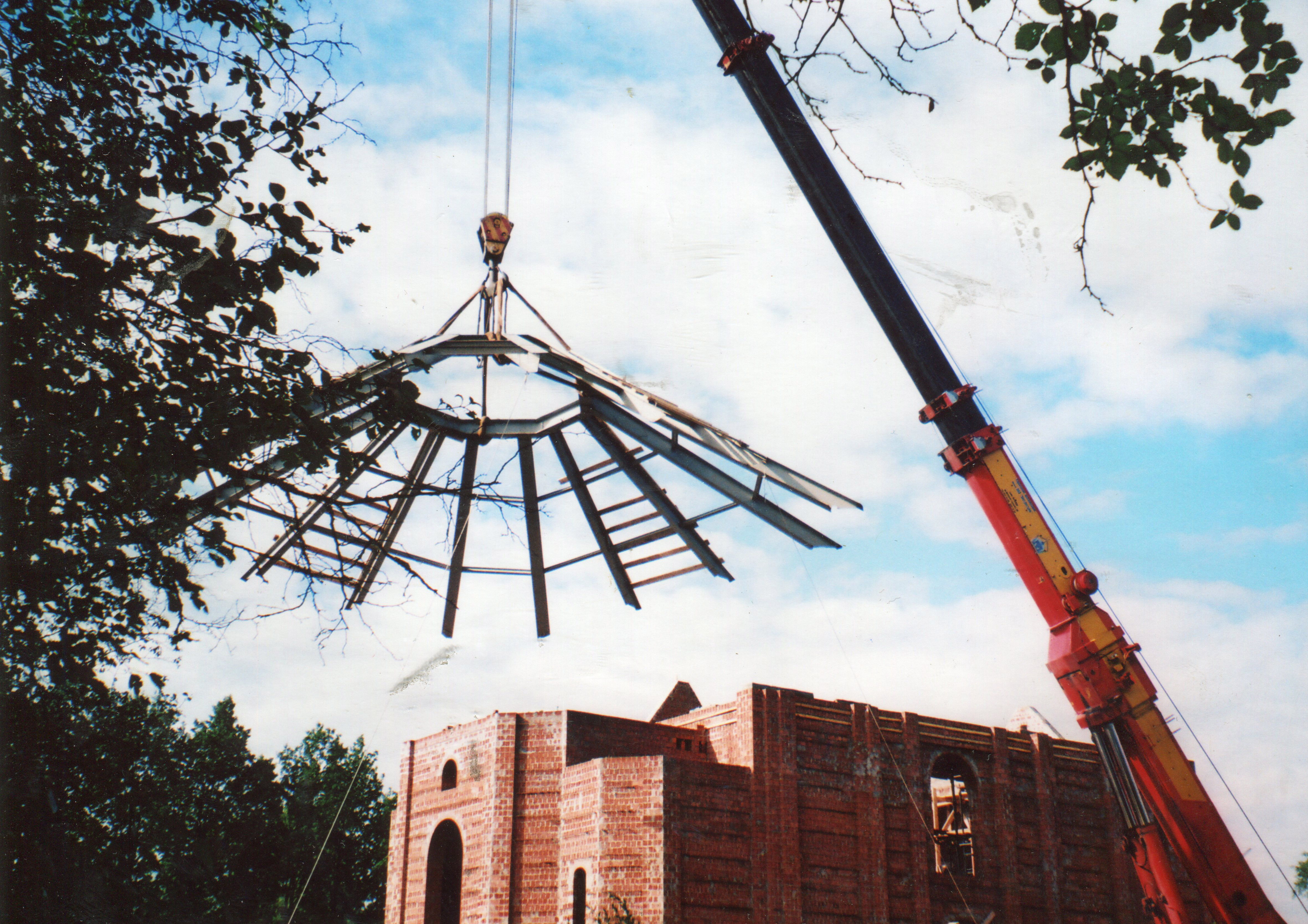
Установка каркаса крыши
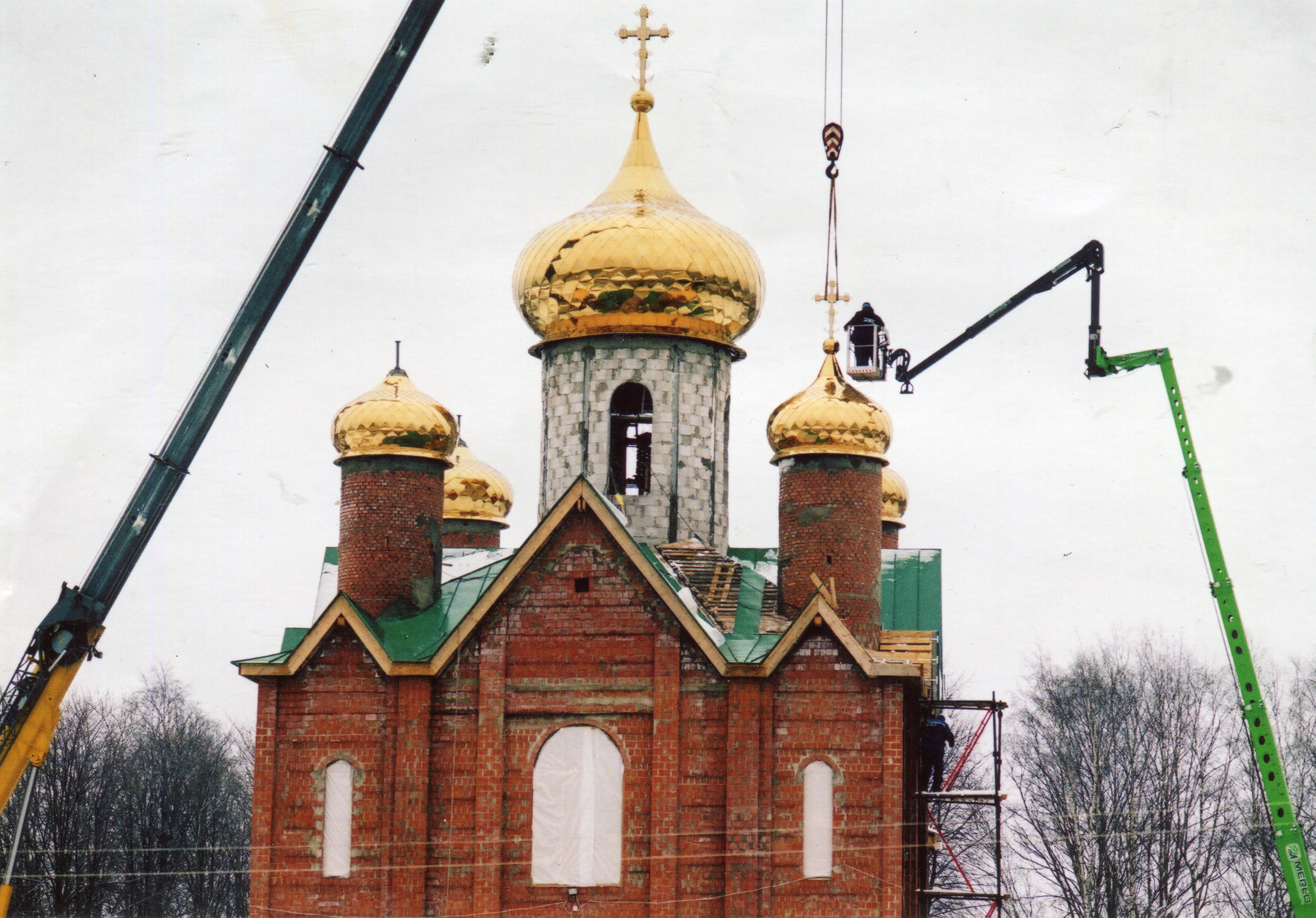
Установка крестов

До этого небольшая церковь Взыскания погибших действовала на Советской улице, дом № 18. В 1999 году общине под неё выделили здание бывшего книжного магазина.

## Достопримечательности
- Музей «Невский пятачок» (в годы Великой Отечественной войны в районе посёлка находилась переправа к плацдарму «Невский пятачок», на котором в попытках прорвать блокаду Ленинграда погибли десятки тысяч советских солдат).
- Музей «Летопись Дубровской земли», расположен в Дубровской средней школе имени Героя Советского Союза Дмитрия Ефимовича Оскаленко[62]
- Мемориал на берегу Невы на месте переправы на Невский пятачок[63]: ЖБОТ, противотанковые надолбы (к одному из них прислонён якорь) Невского укреплённого района, Часовня памяти и поклонный крест. Раньше в комплекс входила башня танка.
- Братское кладбище советских воинов, погибших в борьбе с фашистами, среди которых похоронен Герой Советского Союза Д. Е. Оскаленко. Находится близ автодороги в деревню Манушкино. Координаты: N 59° 51' 34.441 E 30° 54' 25.103[64][65]
- В 3,5 км к северо-востоку от посёлка, близ платформы Теплобетонная, находится братское захоронение и памятный знак на месте гибели пограничника Гарькавого А. Д.. Там же установлен крест из рельс и противотанковые ежи. Координаты: N 59° 52' 31.271 E 30° 57' 57.431[64][66]
- Памятный знак на месте деревни Выборгская Дубровка. Координаты: N 59° 51' 9.504 E 30° 56' 54.564[67]
- Часовня в честь Георгия Победоносца открыта 9 мая 2015 года в память об уничтоженной во время войны деревни Выборгская Дубровка[68]. Координаты: 59.843239, 30.941387
- Мемориал «Героям Метростроя» открыт в 2015 году[69]
- Остатки сооружений Невский укрепленного района:
  - В 1,5 км к северо-западу от посёлка ЖБОТ № 1 (координаты: N 59° 51' 31.507 E 30° 54' 29.610)[70] и противотанковые надолбы (координаты: N 59° 51' 31.248 E 30° 54' 29.808)[71]
  - Берег Невы ЖБОТ № 2 и противотанковые надолбы (являются частью мемориала)[72]
  - В 3,5 км к северо-востоку от Дубровки ЖБОТ № 3. Координаты: N 59° 52' 28.560 E 30° 57' 52.488[73]
  - Берег Невы в устье речки Чёрной, ЖБОТ № 8. Координаты: N 59° 50' 36.384 E 30° 56' 30.336[74]
  - Берег Невы, ЖБОТ № 9. Координаты: N 59° 51' 1.908 E 30° 56' 47.400[75]
- Церковь во имя иконы Божией Матери «Взыскание погибших»
- За церковью находится парк имени 330 стрелкового полка[76].
- Парк «Невский»
- 1 сентября 2018 года на площади (перед Храмом) был открыт фонтан со львами. Чаша — от фонтана, сохранившегося с советских времён, а львы — современные каменные копии тех чугунных львов, что украшали находившуюся поблизости мызу усадьбы Н. А. Мордвинова. Они были извлечены из-под завалов после войны, и один из них в 1956 году был установлен перед зданием новой школы. Здание было снесено в 90-е, а лев спасён местным жителем[58][77]
- Мемориальные доски:
  - ул. Мясникова, в честь лётчика Александра Фёдоровича Мясникова (1909—1942), гвардии майора, заместителя 3-го Гвардейского истребительного авиационного полка 61-й авиабригады ВВС Краснознаменного Балтийского флота, погиб 11 сентября 1942 года. Останки самолёта были найдены в 2003 году в лесу вблизи Дубровки. Улица получила название в 2004 году, до этого имела название «Новая»[64][78][79]
  - ул. Томилина, 1, в честь композитора В. К. Томилина, погибшего в этих местах при обороне Ленинграда[64]
  - ул. Школьная, в честь Героя Советского Союза Д. Е. Оскаленко[64]
  - ул. Пограничника Гарькавого, в честь Алексея Дмитриевича Гарькавого. В августе 1941 г. — командир разведывательного батальона 46-й стрелковой дивизии. 29 октября 1941 г. при подготовке к форсированию Невы был смертельно ранен. 23 мая 1942 года посмертно награждён орденом Ленина[79].
  - ул. Динкевича, в честь лейтенанта Динкевича Бориса Анатольевича — командир 3-й роты 3-го батальона 4-й морской бригады, погиб 25 сентября 1941 года, посмертно награждён орденом Красного Знамени[79].
- Довоенное кладбище, расположенное вблизи речки Дубровка[26]

## Улицы
1-й Пятилетки, 2-й Пятилетки, Берёзовая, Боровая, Весенняя, Выборгская, Дачная, Динкевича, Достоевского, Дружбы, Дубровская, Есенина, Железнодорожная, Журбы, Заводская, Защитников Отечества, Зелёная, Кленовая, Крылова, Ленинградская, Лермонтова, Лесная, Мира, Молодёжная, Московская, Набережная, Невская, Некрасова, Николая Рубцова, Новая, Обороны, Павленко, Пионерская, Пограничная, Полевая, Пушкинская, Рабочая, Светлый переулок, Северная, Смурова, Советская, Солнечный переулок, Сосновая, Средняя, Тенистая, Толстого, Томилина, Чехова, Школьная, Щурова, Юности.